# Ixora salwenensis
Ixora salwenensis är en måreväxtart som beskrevs av Cornelis Eliza Bertus Bremekamp. Ixora salwenensis ingår i släktet Ixora och familjen måreväxter. Inga underarter finns listade i Catalogue of Life.